# 井阪健一
井阪 健一（いさか けんいち、1931年〈昭和6年〉2月17日 - 2024年〈令和6年〉11月12日）は、日本の実業家である。三重県出身。
野村證券副社長、野村アセットマネジメント社長・会長、東京証券取引所副理事長、大阪経済大学理事長などを歴任した後、平和不動産社長となった。

## 人物
株式会社セブン-イレブン・ジャパン社長の井阪隆一は息子である。野村證券では株式本部長を長く務め「天才相場師」「野村証券の星」などと称されていた。またきさくで腰の低い謙虚な人で野村社内では営業の神様と言われていた。先輩に当たる豊田善一（野村證券元副社長、国際証券元社長）も「天才だ。野村のために生まれてきたような男で、指導力、判断力、実行力とも抜群。仕事を愛しているのが強い」と井阪のことを述べていた。
また野村時代に後輩であったSBIホールディングスCEOの北尾吉孝は大阪経済大学の講演会で「大変尊敬している井阪大先輩」であると述べている。また同じく野村時代の後輩であり、現在は極東証券社長を務める菊池廣之も新聞などのインタビューで尊敬する経営者として同氏の父とともに井阪健一の名前を挙げていることからも手腕の高さがわかる。
証券投資信託協会の会長も務め、マネー・マネージメント・ファンド（MMF）の導入を実現させるなどの手腕も発揮する。
1999年（平成11年）に母校である大阪経済大学の理事長に就任し、学部学科の増設、記念講演会の開催、カリキュラム改革など様々な取り組みを行う。
2003年（平成15年）秋の叙勲で旭日中綬章を受章した。
2024年（令和6年）11月12日8時23分、心不全のため、東京都内で死去した。93歳没。死没日付をもって正五位に叙された。

## 役職
平和不動産顧問、大阪経済大学理事、日本ベンチャーキャピタル取締役、アリアケジャパン監査役、井上科学振興財団理事、野村マネジメントスクール・評議員、日本証券経済倶楽部・理事、東京国際研究クラブ・評議員などの役職を持つ。

## 略歴
- 1953年　大阪経済大学経済学部卒業、野村證券入社
- 1967年　野村證券丸の内支店長
- 1969年　同社・本店営業部長
- 1971年　同社・株式部長
- 1972年　同社・取締役
- 1979年　同社・専務
- 1983年　同社・副社長
- 1983年　野村證券投資信託委託（現・野村アセットマネジメント）社長
- 1990年　同社・会長
- 1991年　証券投資信託協会・会長（兼任）
- 1993年　東京証券取引所副理事長
- 1999年　大阪経済大学理事長(兼任)
- 1999年　平和不動産社長
- 2006年　同社・相談役
- 2010年　同社・顧問